# Clerval (Doubs)
Clerval korábbi község (település) Franciaországban, Doubs megyében. 2017. január 1-jén Santoche községgel egyesült és Pays-de-Clerval új község része lett.
Lakosainak száma 1035 fő (2013). Clerval Fontaine-lès-Clerval, Chaux-lès-Clerval, Pompierre-sur-Doubs, Saint-Georges-Armont, Santoche, L’Hôpital-Saint-Lieffroy, Hyèvre-Paroisse, Branne és Anteuil községekkel határos.

## Népesség
A település népességének változása:

| 2013 | 1 035 |